# Grayscale (gruppo musicale)
I Grayscale sono un gruppo musicale pop punk statunitense formatosi a Filadelfia nel 2011,. Sono sotto contratto con la Fearless Records con la quale hanno pubblicato due album.

## Stile musicale
Lo stile musicale dei Grayscale è stato descritto come pop punk e alternative rock.

## Formazione

### Formazione attuale
- Collin Walsh – voce (2011–presente)
- Andrew Kyne – chitarra, cori (2011–presente)
- Dallas Molster – chitarra ritmica, voce (2011–presente)
- Nick Veno – batteria, percussioni (2011–presente)
- Nick Ventimiglia – basso (2016–presente)

### Ex componenti
- Derek Parker – basso (2011-2016)

## Discografia

### Album in studio
- 2017 – Adornment
- 2019 – Nella Vita
- 2021 – UMBRA

### EP dal vivo
- 2020 – Live From The Barber Shop

### EP
- 2013 – Leaving
- 2015 – Change
- 2016 – What We're Missing
- 2022 – Antumbra

### Apparizioni in compilation
- 2017 – Punk Goes Pop 7 – Love Yourself (cover di Justin Bieber)
- 2018 – 2018 Warped Tour Compilation, con Let It Rain
- 2019 – Punk Goes Acoustic 3 – Atlantic